# Lockdown (2012)
Lockdown (2012) fue la octava edición Lockdown, un evento pago por visión de lucha libre profesional producido por la Total Nonstop Action Wrestling. El evento tuvo lugar el 15 de abril de 2012 en el Auditorio Municipal de Nashville, Tennessee. Como tradición de los eventos Lockdown, cada lucha se llevará a cabo dentro de una jaula de acero.

## Resultados
- Team Garett (Garett Bischoff (Capitán), Austin Aries, Rob Van Dam, A.J. Styles & Mr. Anderson) derrotó al Team Eric (Eric Bischoff (Capitán), Gunner, Bully Ray, Kazarian & Christopher Daniels) en un Lethal Lockdown Match (26:10).
  - Garrett cubrió a Eric después de golpearle con una guitarra.
  - Como consecuencia, Eric Bischoff deberá abandonar TNA.
  - El capitán del equipo perdedor debía abandonar TNA.
- Samoa Joe & Magnus derrotaron a The Motor City Machine Guns (Chris Sabin & Alex Shelley) en un Steel Cage Match reteniendo el Campeonato Mundial en Parejas de la TNA(11:20).
  - Magnus cubrió a Shelley después de un "Snapmare/Diving Elbow Drop combination"
- Devon derrotó a Robbie E (con Robbie T) en un Steel Cage Match reteniendo el TNA Television Championship(3:25).
  - Devon cubrió a Robbie después de un "Spinbuster"
  - Después del combate, Robbie T y Robbie E atacaron a Devon
- Gail Kim (con Madison Rayne) derrotó a Velvet Sky en un Steel Cage Match reteniendo el Campeonato Femenino de la TNA(7:30).
  - Kim cubrió a Sky con un "Roll-Up"
- Crimson derrotó a Matt Morgan en un Steel Cage Match(8:00).
  - Crimson ganó tras escapar de la jaula.
- Jeff Hardy derrotó a Kurt Angle en un Steel Cage Match.
  - Hardy cubrió a Angle después de un "Swanton Bomb" desde lo alto de la jaula.
- ODB & Eric Young derrotaron a Sarita & Rosita en un Steel Cage Match reteniendo los Campeonatos Femeninos en Parejas de la TNA(4:17).
- Bobby Roode derrotó a James Storm en un Steel Cage Match reteniendo el Campeonato Mundial Peso Pesado de la TNA(19:10).
  - Roode ganó tras escapar de la jaula después de caer de ella después de una "Last Call" de Storm.